# The Pursuit of Happiness (1971)
The Pursuit of Happiness is een Amerikaanse dramafilm uit 1971 onder regie van Robert Mulligan. Het scenario is gebaseerd op de gelijknamige roman uit 1968 van de Amerikaanse auteur Thomas Rogers.

## Verhaal
De student William Popper wordt veroordeeld tot een gevangenisstraf, omdat hij een vrouw heeft doodgereden. Een week voor het einde van zijn straf vlucht hij naar Canada met de hulp van zijn vriendin Jane Kauffman.

## Rolverdeling
| Acteur           | Personage             |
| ---------------- | --------------------- |
| Michael Sarrazin | William Popper        |
| Barbara Hershey  | Jane Kauffman         |
| Arthur Hill      | John Popper           |
| Ruth White       | Mevrouw Popper        |
| E.G. Marshall    | Daniel Lawrence       |
| Robert Klein     | Melvin Lasher         |
| Sada Thompson    | Ruth Lawrence         |
| David Doyle      | James Moran           |
| Barnard Hughes   | Rechter Vogel         |
| Peter White      | Terence Lawrence      |
| Tom Rosqui       | Officier van justitie |
| William Devane   | Piloot                |
| Gilbert Lewis    | George Wilson         |
| Albert Henderson | McCardle              |
| Ralph Waite      | Rechercheur Cromie    |
| Joseph Attles    | Holmes                |
| Beulah Garrick   | Josephine             |
| Jack Somack      | Rechter Palumbo       |
| Maya Kenin       | Mevrouw Conroy        |
| Rue McClanahan   | Mevrouw O'Mara        |
| Ed Kovens        | Bewaker               |
| Charles Durning  | Bewaker               |
| Ed Setrakian     | Politieagent          |
| Ted Beniades     | Verkeersagent         |